# Višnja Mosić
Višnja Mosić nata Đurić, conosciuta come Baba Višnja (Gornje Dubovo, 1870 – 13 settembre 1937) è stata una rivoluzionaria, eroina di guerra serba durante la prima guerra mondiale.

## Biografia

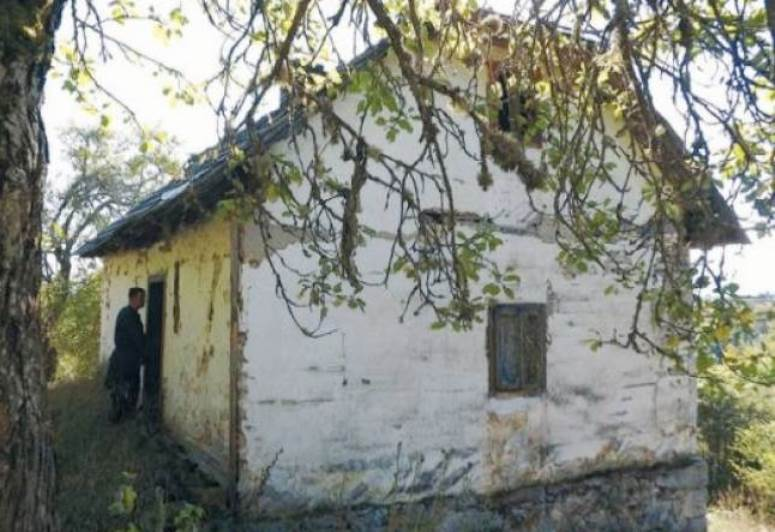
La casa di Višnje Mosić a Gornje Dubovo

Višnja Đurić nacque nel 1870 nel villaggio di Gornje Dubovo. Negli anni precedenti la prima guerra mondiale, divenne componente della Mlada Bosna, un'organizzazione della gioventù rivoluzionaria, che combatteva contro l'occupazione austro-ungarica della Bosnia-Erzegovina e per l'unificazione con la Serbia e altri paesi del Sud slavo.
In seguito alla perdita del marito Pera, nel 1906, si prese cura da sola dei tre figli e dato che la linea di confine passava a un centinaio di metri da casa sua, fece attraversare la frontiera tra la Bosnia Erzegovina e la Serbia, a chi chiedeva il suo aiuto.
Svolse l'importante ruolo nella trasmissione dei messaggi orali e scritti tra i membri dell'organizzazione e l'organizzazione di difesa nazionale in Serbia. Attraversò spesso il confine, invisibile dall'esercito austro-ungarico, fingendo di portare le sue pecore al pascolo lungo il confine. Quando le capitava di essere fermata dai militari, metteva i messaggi scritti sotto la lingua fingendo il mal di denti o facendo credere di essere sordomuta. A volte usava sua figlia Cvijeta nascondendo i messaggi nelle sue trecce. In altre occasioni, cuciva le note nei vestiti di lana che indossava.
Per circa 10 anni prima dell'assassinio dell'Arciduca Francesco Ferdinando d'Austria e dello scoppio della prima guerra mondiale, fu una componente dell'organizzazione Mlada Bosna (Giovane Bosnia).
Dopo l'assassinio del principe ereditario Francesco Ferdinando, Mosić fu arrestata e portata in prigione a Sarajevo, dove trascorse due anni, dopo di che venne trasferita a Vienna. Nel processo che seguì, sul suggerimento di un medico, suo compagno di cella, finse di avere problemi mentali e fu rilasciata.
Finita la guerra, assieme ad altre persone che si erano distinte durante gli eventi, fu invitata a Belgrado per la cerimonia nella residenza reale a Belgrado, evento durante il quale il re Pietro I la rassicurò di ricevere presto il denaro necessario per la costruzione di una nuova casa al posto della sua, che era quasi crollata.
Morì il 13 settembre 1937, nella nuova casa, completata di recente. La sua storia venne pubblicata dai cronisti Slavko Heleta e Aleksandar Savić, in occasione del centenario della Grande Guerra.